# Angol U19-es labdarúgó-válogatott
Az angol U19-es labdarúgó-válogatott Anglia 19 éven aluli játékosainak válogatottja, amit az Angol labdarúgó-szövetség irányít. Legfontosabb mérkőzései az évente megrendezett U19-es Európa-bajnokság selejtezői, amely tornának legsikeresebb nemzeti csapata.
A válogatott jelenlegi edzője Simon Rusk.

## Nemzetközi eredmények

### Európa-bajnokság
| Év       | Forduló                           | M                                 | Gy                                | D                                 | V                                 | G+                                | G–                                |
| -------- | --------------------------------- | --------------------------------- | --------------------------------- | --------------------------------- | --------------------------------- | --------------------------------- | --------------------------------- |
| 2002     | Csoportkör                        | 3                                 | 0                                 | 2                                 | 1                                 | 6                                 | 7                                 |
| 2003     | Csoportkör                        | 3                                 | 1                                 | 0                                 | 2                                 | 3                                 | 5                                 |
| 2004     | Nem jutott ki                     | Nem jutott ki                     | Nem jutott ki                     | Nem jutott ki                     | Nem jutott ki                     | Nem jutott ki                     | Nem jutott ki                     |
| 2005     | Ezüstérmes                        | 5                                 | 2                                 | 2                                 | 1                                 | 9                                 | 8                                 |
| 2006     | Nem jutott ki                     | Nem jutott ki                     | Nem jutott ki                     | Nem jutott ki                     | Nem jutott ki                     | Nem jutott ki                     | Nem jutott ki                     |
| 2007     | Nem jutott ki                     | Nem jutott ki                     | Nem jutott ki                     | Nem jutott ki                     | Nem jutott ki                     | Nem jutott ki                     | Nem jutott ki                     |
| 2008     | Csoportkör                        | 3                                 | 1                                 | 1                                 | 1                                 | 3                                 | 2                                 |
| 2009     | Ezüstérmes                        | 5                                 | 2                                 | 2                                 | 1                                 | 13                                | 7                                 |
| 2010     | Elődöntő                          | 4                                 | 1                                 | 1                                 | 2                                 | 5                                 | 7                                 |
| 2011     | Nem jutott ki                     | Nem jutott ki                     | Nem jutott ki                     | Nem jutott ki                     | Nem jutott ki                     | Nem jutott ki                     | Nem jutott ki                     |
| 2012     | Elődöntő                          | 4                                 | 2                                 | 1                                 | 1                                 | 6                                 | 5                                 |
| 2013     | Nem jutott ki                     | Nem jutott ki                     | Nem jutott ki                     | Nem jutott ki                     | Nem jutott ki                     | Nem jutott ki                     | Nem jutott ki                     |
| 2014     | Nem jutott ki                     | Nem jutott ki                     | Nem jutott ki                     | Nem jutott ki                     | Nem jutott ki                     | Nem jutott ki                     | Nem jutott ki                     |
| 2015     | Nem jutott ki                     | Nem jutott ki                     | Nem jutott ki                     | Nem jutott ki                     | Nem jutott ki                     | Nem jutott ki                     | Nem jutott ki                     |
| 2016     | Elődöntő                          | 4                                 | 3                                 | 0                                 | 1                                 | 7                                 | 4                                 |
| 2017     | Bajnok                            | 5                                 | 5                                 | 0                                 | 0                                 | 10                                | 2                                 |
| 2018     | Csoportkör                        | 4                                 | 1                                 | 1                                 | 2                                 | 4                                 | 11                                |
| 2019     | Nem jutott ki                     | Nem jutott ki                     | Nem jutott ki                     | Nem jutott ki                     | Nem jutott ki                     | Nem jutott ki                     | Nem jutott ki                     |
| 2020     | Lemondva a Covid19-pandémia miatt | Lemondva a Covid19-pandémia miatt | Lemondva a Covid19-pandémia miatt | Lemondva a Covid19-pandémia miatt | Lemondva a Covid19-pandémia miatt | Lemondva a Covid19-pandémia miatt | Lemondva a Covid19-pandémia miatt |
| 2021     | Lemondva a Covid19-pandémia miatt | Lemondva a Covid19-pandémia miatt | Lemondva a Covid19-pandémia miatt | Lemondva a Covid19-pandémia miatt | Lemondva a Covid19-pandémia miatt | Lemondva a Covid19-pandémia miatt | Lemondva a Covid19-pandémia miatt |
| 2022     | Bajnok                            | 5                                 | 5                                 | 0                                 | 0                                 | 12                                | 2                                 |
| 2023     | Nem jutott ki                     | Nem jutott ki                     | Nem jutott ki                     | Nem jutott ki                     | Nem jutott ki                     | Nem jutott ki                     | Nem jutott ki                     |
| Összesen | 11/20                             | 45                                | 23                                | 10                                | 12                                | 78                                | 60                                |

## Játékoskeret
| Szám | Poszt | Név                   | Születési dátum (Kor)         | Vál. | Klub                                                     |
| ---- | ----- | --------------------- | ----------------------------- | ---- | -------------------------------------------------------- |
| 1    | K     | James Beadle          | 2004. július 16. (20 éves)    | 0    | Crewe Alexandra (kölcsönben a Brighton & Hove Albionból) |
|      | K     | Tommy Simkin          | 2004. december 8. (20 éves)   | 0    | Stoke City                                               |
| 13   | K     | Joe Whitworth         | 2004. február 29. (21 éves)   | 0    | Crystal Palace                                           |
| 3    | V     | Luke Chambers         | 2004. június 24. (20 éves)    | 0    | Kilmarnock (kölcsönben a Liverpoolból)                   |
| 18   | V     | Lewis Hall            | 2004. szeptember 8. (20 éves) | 0    | Chelsea                                                  |
| 16   | V     | Lee Jonas             | 2004. július 6. (20 éves)     | 0    | Liverpool                                                |
| 5    | V     | Ben Nelson            | 2004. március 18. (20 éves)   | 0    | Doncaster Rovers (kölcsönben a Leicester City-ből)       |
| 15   | V     | Ashley Phillips       | 2005. június 26. (19 éves)    | 0    | Blackburn Rovers                                         |
| 17   | V     | Zak Sturge            | 2004. június 15. (20 éves)    | 0    | Chelsea                                                  |
| 2    | V     | Reuell Walters        | 2004. december 16. (20 éves)  | 0    | Arsenal                                                  |
| 8    | KP    | Darko Gyabi           | 2004. február 18. (21 éves)   | 0    | Leeds United                                             |
| 11   | KP    | George Hall           | 2004. július 15. (20 éves)    | 0    | Birmingham City                                          |
| 10   | KP    | Kobbie Mainoo         | 2005. április 19. (19 éves)   | 0    | Manchester United                                        |
| 4    | KP    | Charlie Webster       | 2004. január 31. (21 éves)    | 0    | Chelsea                                                  |
| 6    | KP    | Adam Wharton          | 2004. június 2. (20 éves)     | 0    | Blackburn Rovers                                         |
| 19   | CS    | Reyes Cleary          | 2004. április 13. (20 éves)   | 0    | West Bromwich Albion                                     |
| 20   | CS    | Amario Cozier-Duberry | 2005. május 29. (19 éves)     | 0    | Arsenal                                                  |
| 14   | CS    | Will Dickson          | 2004. november 25. (20 éves)  | 0    | Manchester City                                          |
| 12   | CS    | Omari Forson          | 2004. július 20. (20 éves)    | 0    | Manchester United                                        |
| 9    | CS    | Divin Mubama          | 2004. október 25. (20 éves)   | 0    | West Ham United                                          |
| 7    | CS    | Sonny Perkins         | 2004. február 10. (21 éves)   | 0    | Leeds United                                             |

## Sikerek
- U19-es labdarúgó-Európa-bajnokság győztesei: (11) 1948, 1963, 1964, 1971, 1972, 1973, 1975, 1980, 1993,[a] 2017, 2022